# Samir El Gaaouiri
Samir El Gaaouiri (né le 28 mai 1984 à Weert aux Pays-Bas) est un footballeur néerlando-marocain. Il évoluait au poste d'ailier gauche. Il possède la double nationalité marocaine et néerlandaise.

## Biographie
Samir El Gaaouiri évolue aux Pays-Bas, en Belgique et en Thaïlande.
Il dispute 34 matchs en première division néerlandaise, inscrivant deux buts, et 19 matchs en première division belge, marquant quatre buts. Il joue également deux matchs en Coupe de l'UEFA.

## Palmarès
- Champion des Pays-Bas de D2 en 2009 avec le VVV Venlo